# 富士山こどもの国
富士山こどもの国（ふじさんこどものくに）は、静岡県富士市桑崎にある都市公園（広域公園）である。静岡県が設置する大規模な有料公園であり、正式名称は「静岡県富士山こどもの国」。
指定管理者制度により2005年4月1日から富士サファリパークを運営する小泉アフリカ・ライオン・サファリ株式会社が管理・運営を行っている。
1999年4月26日開園。面積は94.46ヘクタールで、2008年現在オープンしている区域は「草原の国」、「水の国」、「街」と名付けられている。その他、現在は調整池や管理施設等がある区域が「地の国」、「山の国」、「森の国」と名付けられており、順次オープンした。
園内では広場や遊具、池などで運動を楽しむことができ、宿泊施設やキャンプ場もある。
身障者・高齢者も気軽に自然に親しむことができるように園内のユニバーサルデザインが充実しており、スロープや身障者用トイレの完備、オフロード用車いすの貸出し、宿泊施設も車いす・身障者対応施設となっている。園内移動用の「こどもの国列車」やリフトなども車いす対応となっている。

## 施設概要

### 草原の国

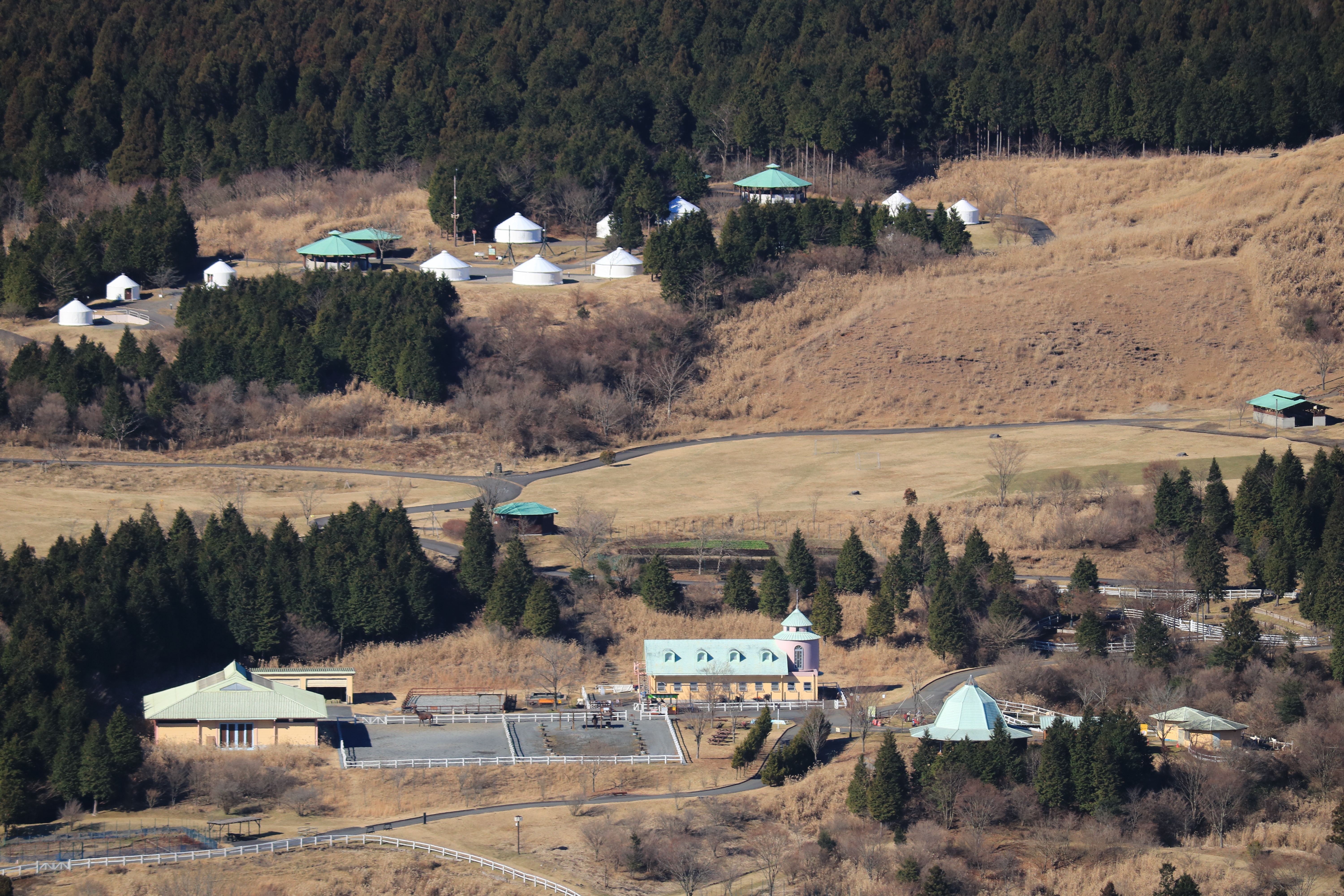
草原の国

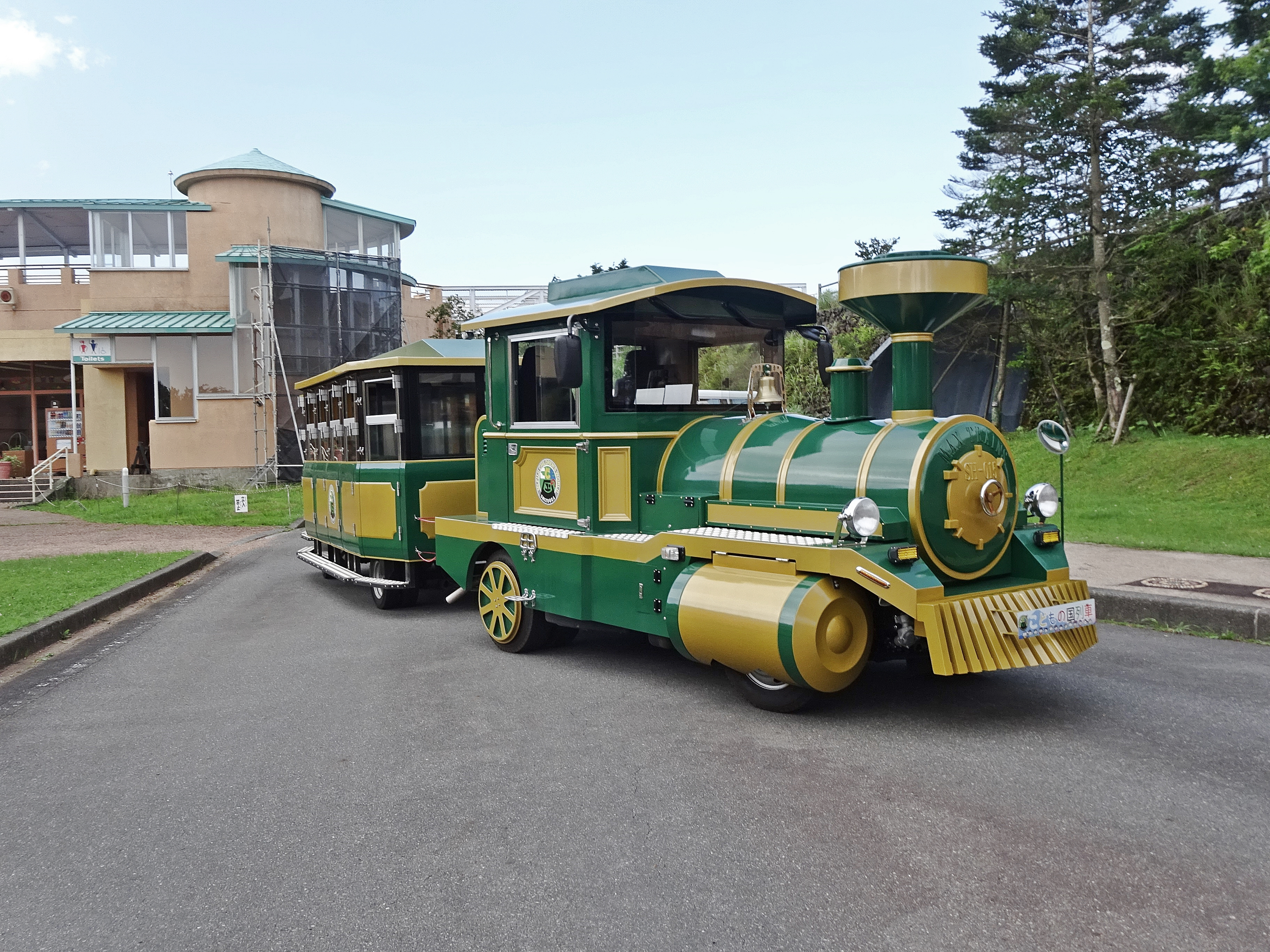
ロードトレイン

- 草原の広場
- 動物広場
- 雪の丘（冬季の雪遊び）
- パオ集落（宿泊施設）
- オートキャンプ場
- キャンプサイト
- 草原の家
- 草原のレストラン
- ポニーの家
- 馬場
- クロスカントリーコース

### 水の国

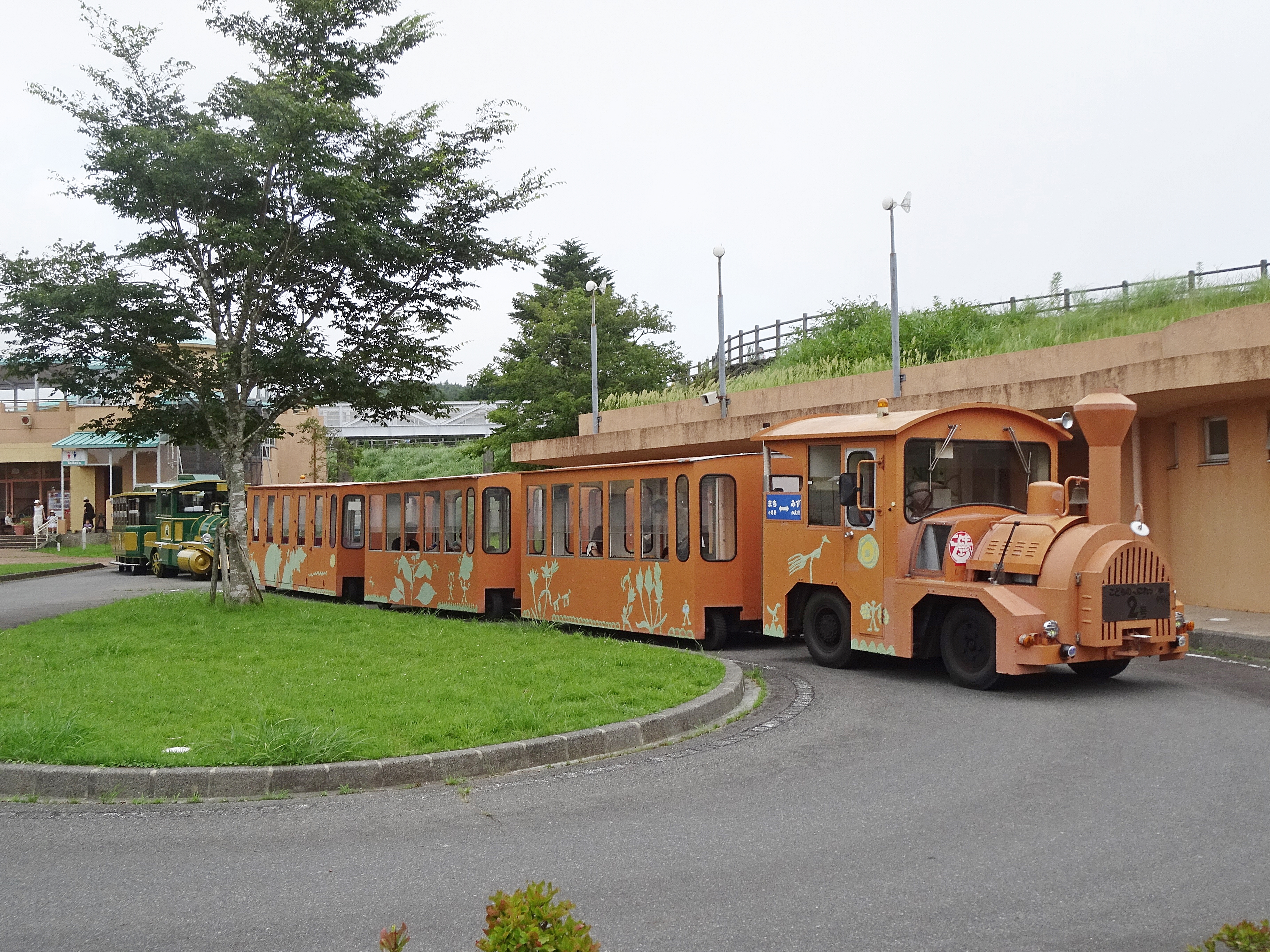
ロードトレイン

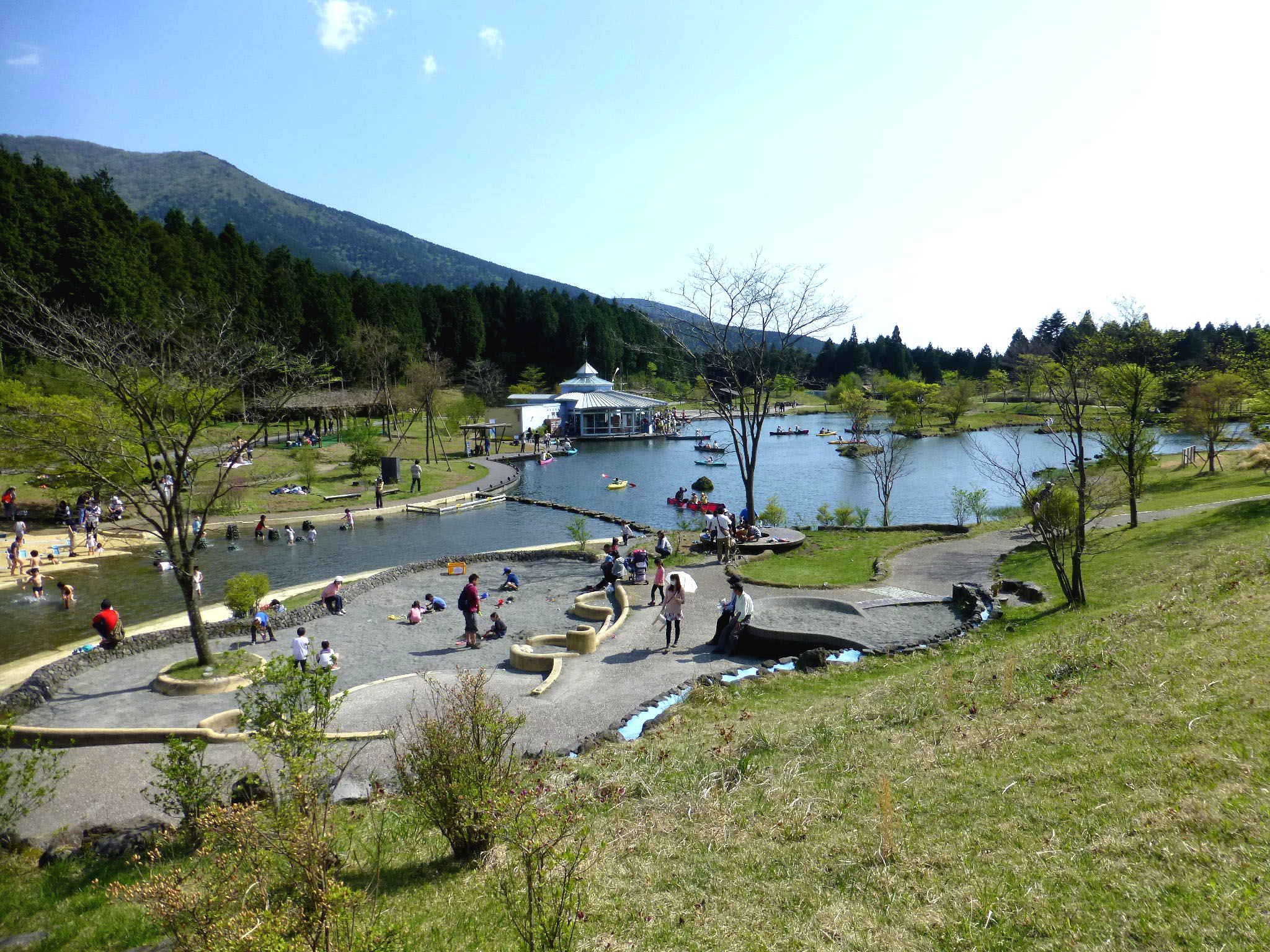
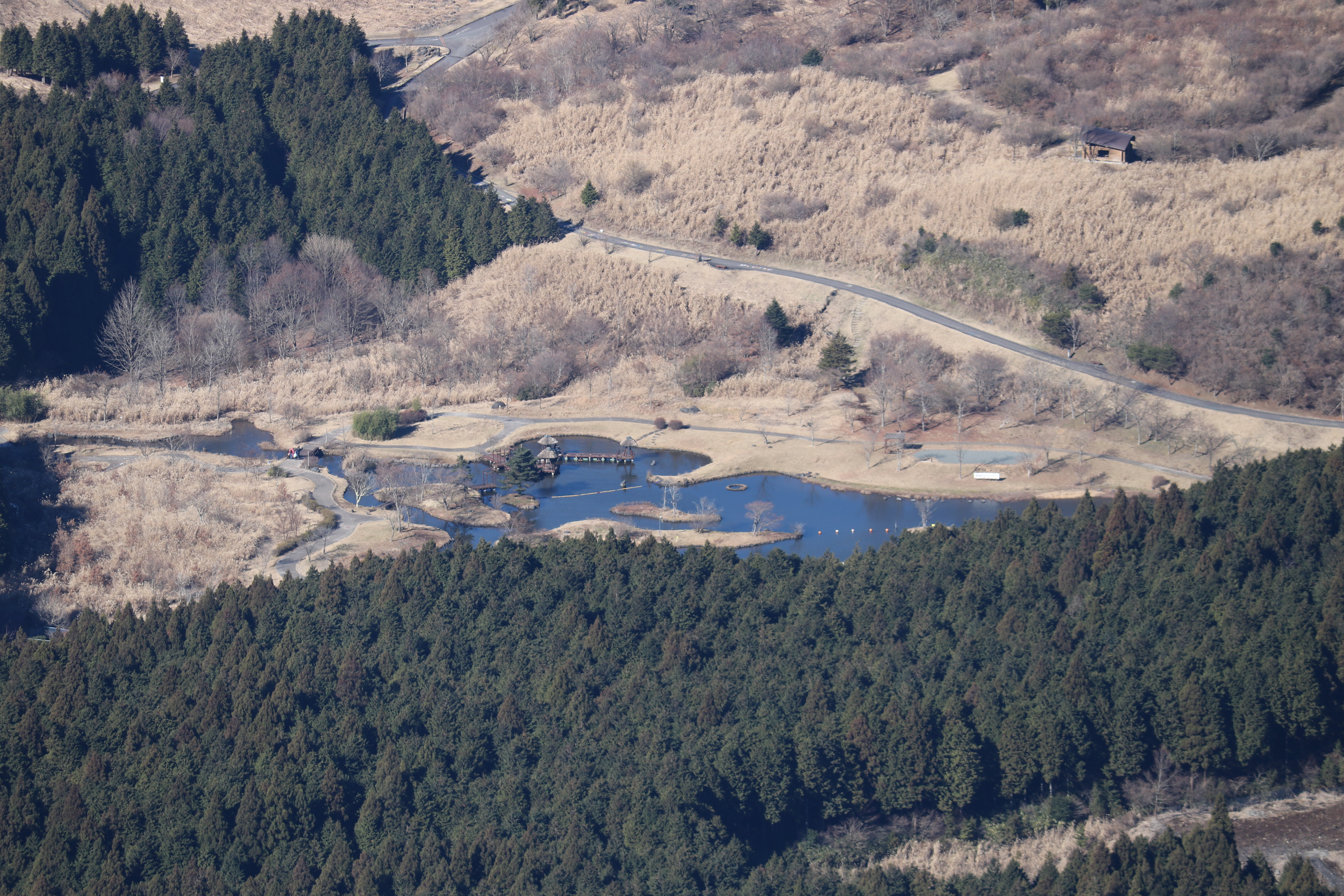

- 池（いかだ遊び・カヌー）
- 水の遊び場（滑り台）
- 湧水・せせらぎ
- 湿性の森等

### 街
- こどもセンター
- こどもホール
- レストラン
- 街の広場
- ディスクゴルフ
- ロッジ（宿泊施設）

- 街
- スロープカー

## 富士山こどもの国クラブ
入園時に会員証を提示することで入場料が半額以下に割引される。入会金、年間費は無料。
入園当日に会員申込みは出来ないので、割り引きを受るには事前に公式ホームページより申込みをし、会員証を入手、持参する必要がある。